# CRPG.ru
CRPG.ru — ныне закрытый русскоязычный ресурс, посвящённый компьютерным ролевым играм, MMORPG и проектам околоролевой жанровой направленности. Сайт и его сервисы являются игровым подразделением портала Rolemancer, посвящённого всем видам ролевых игр, а также смежным темам — настольным, коллекционным карточным играм, фантастической и исторической литературе, истории, кино и др.

## История
Проект Rolemancer был основан в феврале 1999 года как домашняя страничка игрока в компьютерные ролевые игры. Первое название сайта — FatCat’s RPG Guide. В основу проекта были положены материалы, созданные одним человеком, Дмитрием Новиковым aka FatCat’ом.
В октябре того же года сайт был переориентирован с компьютерных игр на настольные и стал одним из первых ресурсов по настольным ролевым играм в России. Посещаемость сайта почти не изменилась, но изменился состав посетителей. Вокруг проекта начало образовываться сообщество (community), активно использующее форумы для общения.
В апреле 2000 года в команду сайта влился Максим Матвейко aka Kentai, создатель игрового проекта Travel Inc. на портале Absolute Games. В связи с расширением команды было принято решение изменить название сайта и после проведения конкурса было выбрано новое — Rolemancer. Немного позже, в сентябре, командой сайта было принято решение увеличить количество тем, о которых рассказывает Rolemancer, и, соответственно, расширить команду сайта. Первым новым направлением стали настольные тактические игры (Wargames), вторыми — компьютерные ролевые игры.
Компьютерно-игровое направление стало быстро набирать обороты, и 27 августа 2001 года был открыт отдельный ресурс, посвящённый этой тематике — CRPG.ru.
С 2002 года имеет статус официального российского ресурса по игровой вселенной Might & Magic.
С сентября 2008 года проект заморожен на неопределённый срок.
С весны 2011 года ресурс не работает.
Весной 2013 года перезапущен сайт Rolemancer, а также тематические и игровые форумы портала. Он снова закрылся в 2016 году. Восстановление CRPG.ru не планируется.

## Редакция
Главные редакторы:
- Александр Кириллин (Alexander Kirillin — AK) (2001—2002)
- Алексей Ларичкин (Chikitos) (2002 — весна 2004)
- Александр Трифонов (operf1) (весна 2004 — октябрь 2005)
- Александр Куляев (Eddard Stark) (октябрь 2005 — август 2008)

## Проекты CRPG.ru
- Сайт CRPG.ru
- WOW.CRPG.ru
- SWG.CRPG.ru
- Проект «Антологии»
- База Знаний/FAQ
- Динамический Рейтинг Ролевых Игр

## Публикации в прессе
- Журнал «Навигатор Игрового Мира»
- Журнал «Мир Фантастики»
- Журнал «Лучшие Компьютерные Игры»
- Журнал «PC Игры»
- «Навигатор Игрового Мира» пересказывает — интервью создателя Jagged Alliance
- «Навигатор Игрового Мира» о конкурсе на сайте CRPG.RU
- RPG Watch об интервью с руководителем S.T.A.L.K.E.R.
- RPG Сodex о рецензии на The Witcher
- Blue’s News об интервью с создателями Neverwinter Nights
- GameBanshee об эксклюзивных медиа-материалах из Neverwinter Nights 2

## Прочие ссылки
- Некоторые сохранённые материалы Rolemancer и CRPG.ru.